# Ça n'arrive qu'à toi...
Ça n'arrive qu'à toi... est le 38e tome de la série de bande dessinée Cubitus, créée par Dupa. Paru en février 2001, cet album contient 48 pages, illustrant chacune un gag différent. Dupa étant décédé en novembre 2000, cet album a été publié à titre posthume. Il s'agit du dernier album entièrement scénarisé et dessiné par Dupa, Tu te la coules douce... étant un recueil de gags précédemment parus dans divers journaux,.